# بوب يونغ (سياسي)
بوب يونغ (بالإنجليزية: Bob Young)‏ هو روائي وكاتب وسياسي أمريكي، ولد في 1948 في طومسون في الولايات المتحدة.